# 직무이행명령
직무이행명령이란 지방자치단체의 장이 기관위임사무의 집행 등을 게을리 하는 경우에 감독기관이 그 이행을 명하여 부작위를 시정하는 행정법상의 제도를 말한다.